# Duisbourg
Ne doit pas être confondu avec Duisburg (Belgique).
Duisbourg (en allemand : Duisburg [ˈdyːsbʊɐ̯k] ) est une ville indépendante (Kreisfreie Stadt) d'Allemagne, située dans le Land de Rhénanie-du-Nord-Westphalie et dans le district de Düsseldorf (Regierungsbezirk Düsseldorf).
La ville est membre de la « communauté de communes du secteur de la Ruhr » (Regionalverband Ruhr), structure intercommunale regroupant environ 5,5 millions d'habitants ainsi que de l'Euro-région germano-néerlandaise Rhein-Waal.
Duisbourg est une grande ville industrielle (aciéries), commerciale (port sur le Rhin) et le siège, conjointement avec Essen, de l'université de Duisbourg et Essen.

## Géographie
- 1Carte dynamique
- 2Carte Openstreetmap
- 3Carte topographique
- 4Carte avec les communes environnantes

Duisbourg est située au sud de la grande plaine de l'Allemagne du nord, au confluent de la Ruhr et du Rhin, en bordure ouest du bassin houiller de la Ruhr. L'altitude de la ville varie de 14,9 à 82,5 m avec une moyenne de 33,5 m.
La ville ancienne s'étend sur la rive gauche de la Ruhr et sur la rive droite du Rhin.

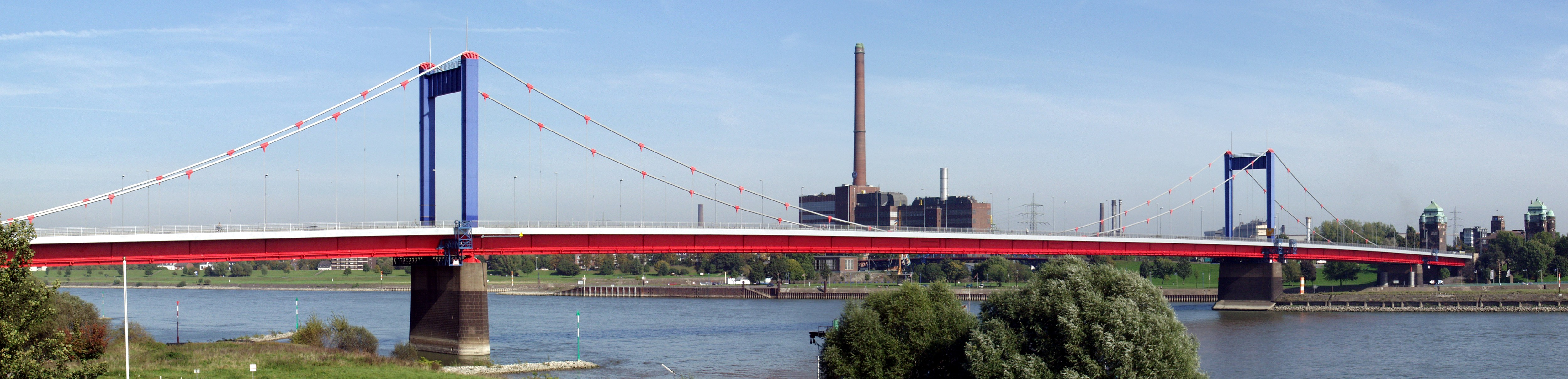
Le pont routier Friedrich-Ebert sur le Rhin à Duisbourg.
« Landschaftspark », parc paysager de Duisbourg nord, en août 2018.
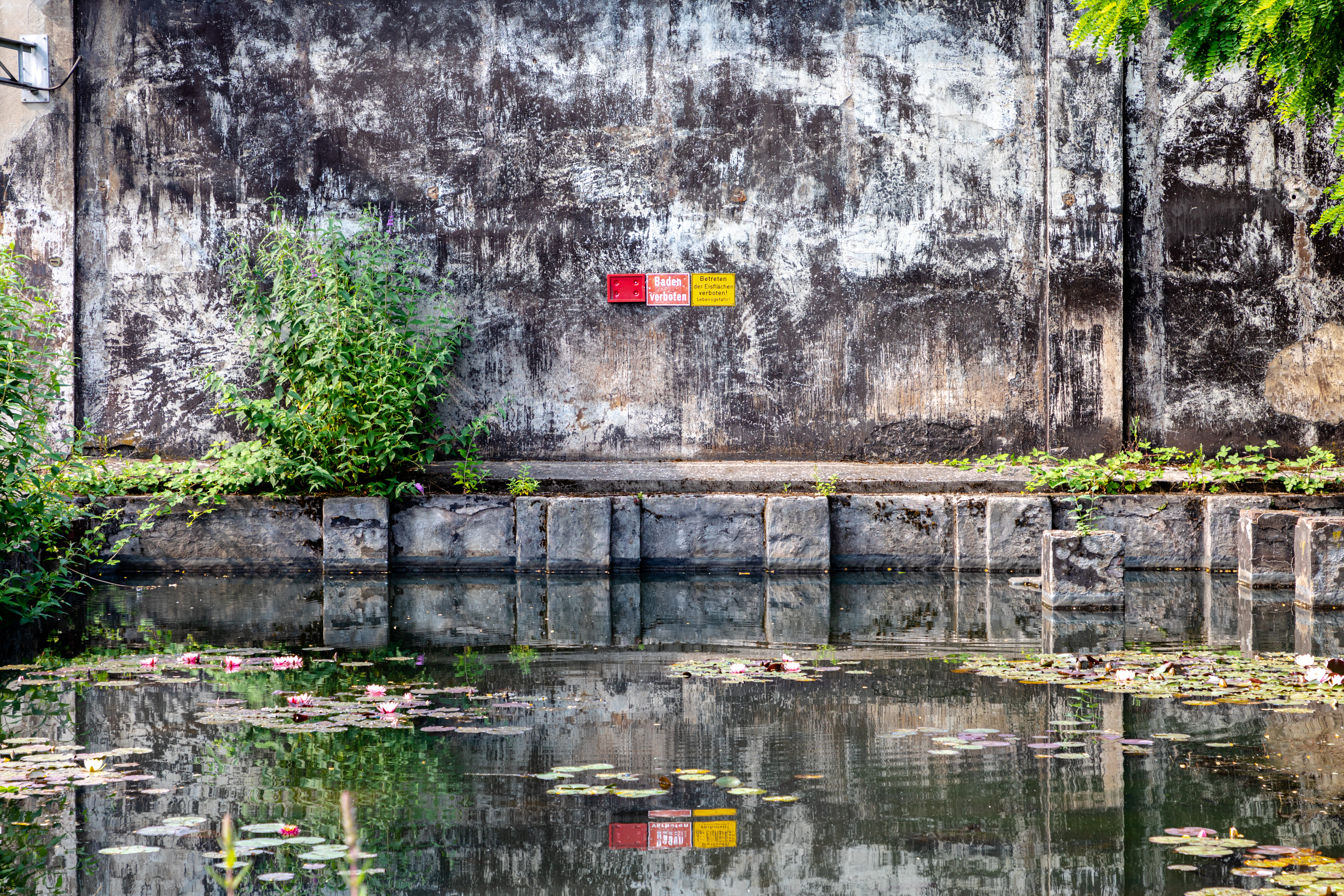
Un bassin de refroidissement dans le Landschaftspark à Duisbourg. Juin 2020.

## Organisation administrative

### Villes limitrophes
Duisbourg est limitrophe des villes de Oberhausen, Meerbusch, Mülheim an der Ruhr, Ratingen, Düsseldorf, Krefeld, Moers, Rheinberg et Dinslaken.

### Quartiers

Les subdivisions administratives de Duisbourg.

La ville est divisée en sept arrondissements municipaux (Stadtbezirk) composés de 46 quartiers (Ortsteil).
| arrondissements           | habitants Déc. 2009 | habitants Déc. 2020 |
| ------------------------- | ------------------- | ------------------- |
| Mitte (centre historique) | 105 961             | 109 235             |
| Rheinhausen               | 77 933              | 78 203              |
| Meiderich/Beeck           | 73 881              | 72 694              |
| Süd                       | 73 321              | 72 970              |
| Hamborn                   | 71 891              | 75 520              |
| Walsum                    | 51 528              | 50 344              |
| Homberg/Ruhrort/Baerl     | 41 153              | 40 888              |

## Démographie
Tout au long du XXe siècle, plusieurs villes et communes ont été progressivement intégrées dans les limites administratives de Duisbourg.
En 1929, les communes de Rahm (5 957 habitants en 2008), Huckingen (9 541 habitants en 2008, 2 400 en 1930) et surtout la ville de Hamborn (132 547 habitants en 1928) ont été absorbées par la ville de Duisbourg. À la suite de cette transformation, la ville a porté le nom de Duisburg-Hamborn jusqu'en 1935.
En 1975, ce sont les villes de Homberg (15 098 habitants en 2008), Rheinhausen (70 000 habitants en 1974), Walsum (40 000 habitants en 1958, 51 406 en 2008), la commune Rumeln-Kaldenhausen (17 725 habitants en 2008) et le quartier Baerl (5 007 habitants en 2008) de la commune de Rheinkamp qui ont été absorbées par Duisbourg.
En 2013, la population de Duisbourg a progressé, cette progression est due uniquement à l'augmentation de l'immigration. En effet celle-ci a compensé une perte de la population dite « de souche » allemande.[réf. nécessaire]
La population allogène a augmenté de 2 423 individus pour s'établir à 78 813 personnes
.

## Histoire
| Appartenances historiques Saint-Empire (Ville libre) 1170-1290 Comté de Clèves 1290-1417 Duché de Clèves 1417-1795 Royaume de Prusse 1795-1803 Empire français 1803-1806 Grand-duché de Berg 1806-1813 Royaume de Prusse (Province de Juliers-Clèves-Berg) 1815-1822 Royaume de Prusse (Province de Rhénanie) 1822-1918 Empire allemand 1871-1918 République de Weimar 1918-1933 Reich allemand 1933-1945 Allemagne occupée 1945-1949 Allemagne 1949-présent |

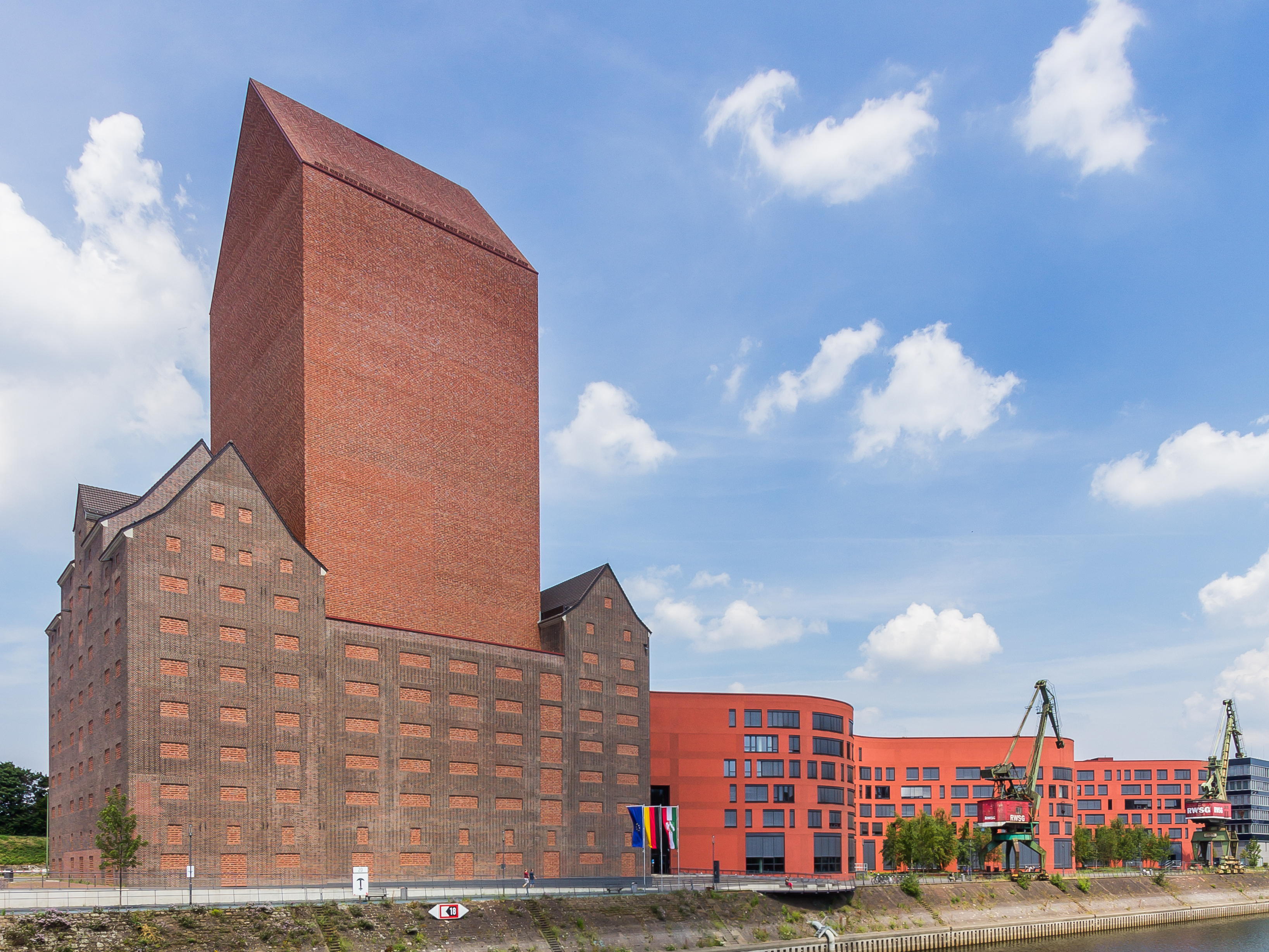
Le nouveau bâtiment d'administration et de stockage des archives du Land à Duisbourg.

Un nouveau bâtiment d'archives pour le Land de Rhénanie-du-Nord-Westphalie a été construit pour réunir des archives disséminées dans le Land. Selon des rapports de presse, les coûts de construction pour ce nouveau bâtiment ont atteint 195 millions d'euros pour un budget initial de 30 millions, soit un dépassement de 550 %. De nombreux articles de presse ont évoqué des affaires de corruption, et une commission d'enquête parlementaire du Land a été désignée pour élucider l'affaire.

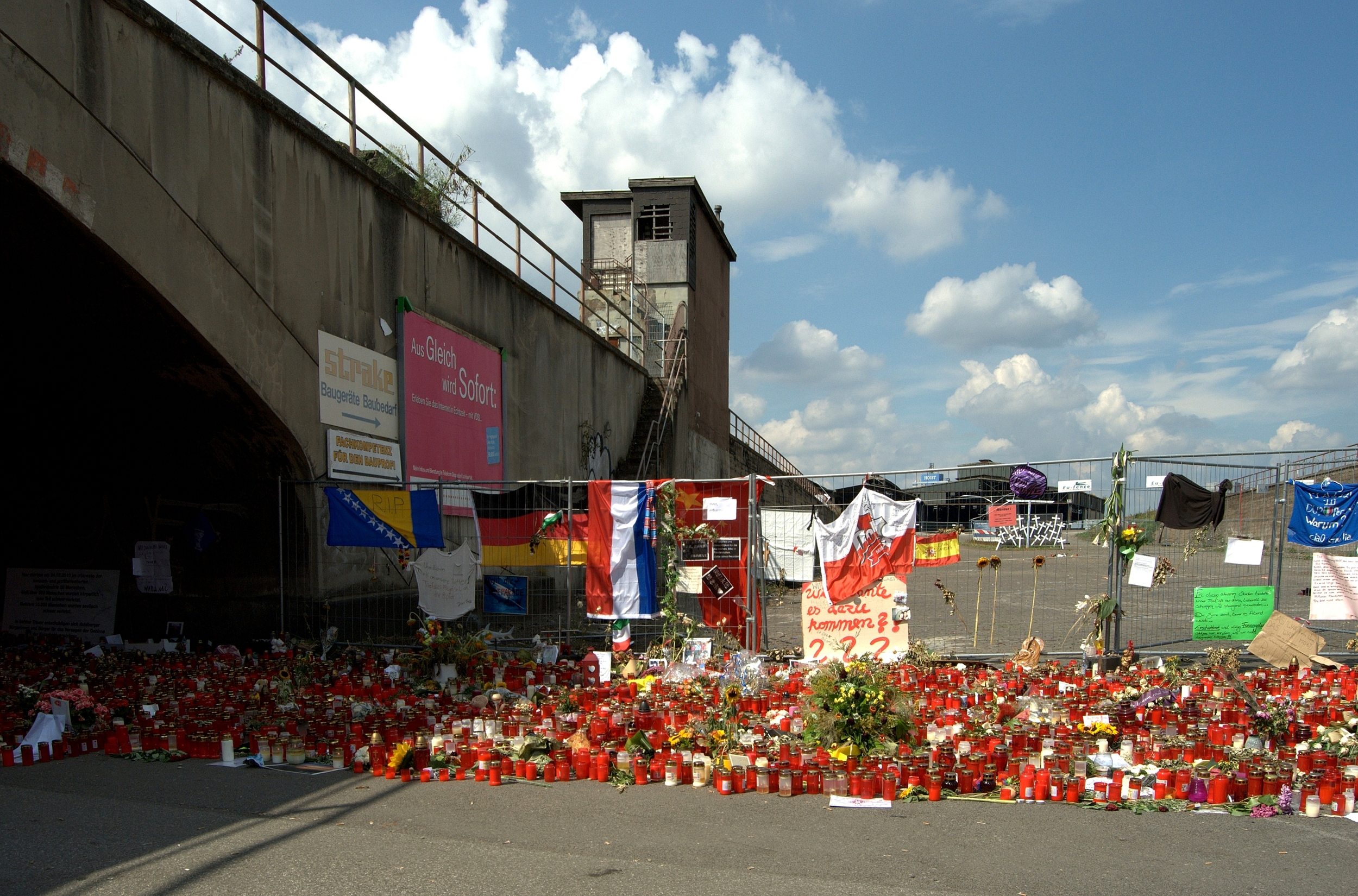
Hommage aux victimes dix jours après le drame du 24 juillet 2010.

En 2010, la Love Parade est organisée à Duisbourg. Le 24 juillet, à 17 h, devant l’affluence des spectateurs voulant se rendre au festival (1,4 million de participants alors que le site de la Love Parade avait obtenu l'autorisation d'accueillir seulement 250 000 personnes), l'unique voie d'accès au site est fermée après un tunnel ; la foule est donc repoussée dans le tunnel déjà encombré par ceux qui cherchent à rejoindre le festival. Le passage n’étant pas assez large pour supporter un tel mouvement, de très nombreuses personnes sont écrasées, plaquées au sol, et piétinées. Vingt-et-une personnes perdent la vie et 510 seront blessées.

## Économie

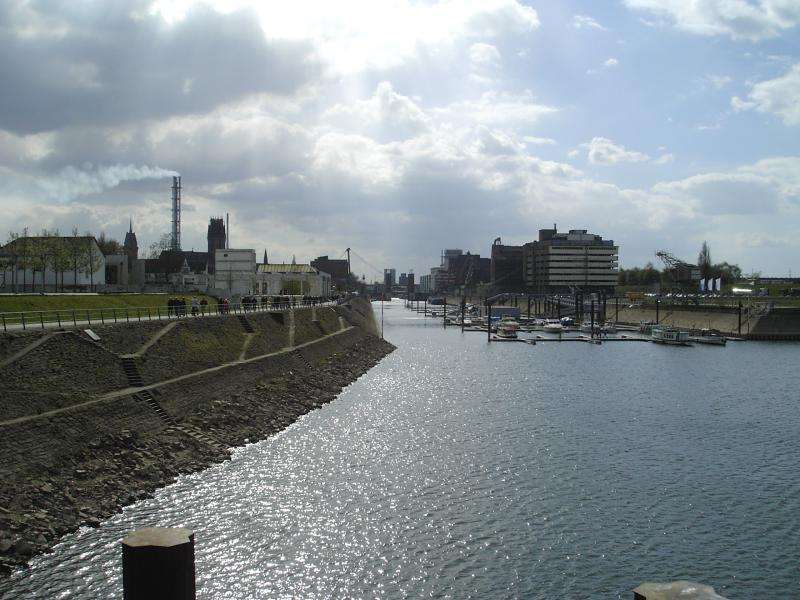
Innenhafen, un des bassins du port de Duisbourg.

Duisbourg est le premier port intérieur du monde, situé dans la plus puissante région industrielle d'Europe. En 1995, aucun conteneur n'était traité dans les installations portuaires, en 2007, plus d'un million sont traités annuellement. Le port a un trafic annuel de quarante millions de tonnes de marchandises et voit passer vingt mille bateaux.
Duisbourg est une très grande ville industrielle : 49 % de l'acier et 34 % de la fonte allemands y sont produits. La ville est aussi le siège des brasseries König-Brauerei.
La ville est également directement reliée à la Chine par des convois ferroviaires de marchandises, dans le cadre du projet pharaonique de nouvelle route de la soie de la république populaire de Chine.
Si le tourisme a un rôle marginal dans l'économie de la ville, le zoo de Duisbourg attire de nombreux visiteurs. Il est notamment réputé pour son delphinarium, un des deux seuls d'Allemagne.

## Politique et administration

### Élections communales de 2020

#### Conseil municipal
|                           |                                              |         |       |       |        |     |
| Parti                     | Parti                                        | Voix    | %     | +/-   | Sièges | +/- |
|                           | Parti social-démocrate d'Allemagne (SPD)     | 43 051  | 30,84 | 10,14 | 32     | 3   |
|                           | Union chrétienne-démocrate d'Allemagne (CDU) | 29 966  | 21,46 | 3,32  | 22     | 1   |
|                           | Alliance 90 / Les Verts (Grünen)             | 24 728  | 17,71 | 10,34 | 19     | 13  |
|                           | Alternative pour l'Allemagne (AfD)           | 12 968  | 9,29  | 5,75  | 10     | 7   |
|                           | Die Linke (Linke)                            | 7 714   | 5,53  | 1,04  | 6      | 0   |
|                           | Parti libéral-démocrate (FDP)                | 4 333   | 3,10  | 0,66  | 3      | 1   |
|                           | Jeune Duisbourg                              | 4 091   | 2,93  | 0,85  | 3      | 1   |
|                           | Parti de protection des animaux              | 2 599   | 1,86  | Nv.   | 2      | 2   |
|                           | Liste Alternative Duisbourgeoise (DAL)       | 1 709   | 1,22  | 0,10  | 1      | 0   |
|                           | Die PARTEI                                   | 1 596   | 1,14  | Nv.   | 1      | 1   |
|                           | Nous créons Duisbourg (WGD)                  | 1 471   | 1,05  | Nv.   | 1      | 1   |
|                           | Social, Juste, Indépendant (SGU)             | 1 384   | 0,99  | 0,07  | 1      | 1   |
|                           | Solidarité pour Duisbourg (SfD)              | 958     | 0,69  | Nv.   | 1      | 1   |
|                           | Autres                                       | 3 037   | 2,19  | -     | 0      | -   |
|                           |                                              |         |       |       |        |     |
| Suffrages exprimés        | Suffrages exprimés                           | 139 605 | 98,85 |       |        |     |
| Votes blancs et invalides | Votes blancs et invalides                    | 1 618   | 1,15  |       |        |     |
| Total                     | Total                                        | 141 223 | 100   | -     | 102    | 30  |
| Abstentions               | Abstentions                                  | 219 527 | 60,85 |       |        |     |
| Inscrits / participation  | Inscrits / participation                     | 360 750 | 39,15 |       |        |     |

## Jumelages
- Portsmouth (Royaume-Uni) depuis 1950.
- Calais (France) depuis le 25 juin 1964.
- Lomé (Togo) depuis 1973.
- Wuhan (Chine) depuis 1982.
- Vilnius (Lituanie) depuis 1985.
- Gaziantep (Turquie) depuis 2005.
- Perm (Russie) depuis 2007.
- San Pedro Sula (Honduras) depuis 2008.

## Culture

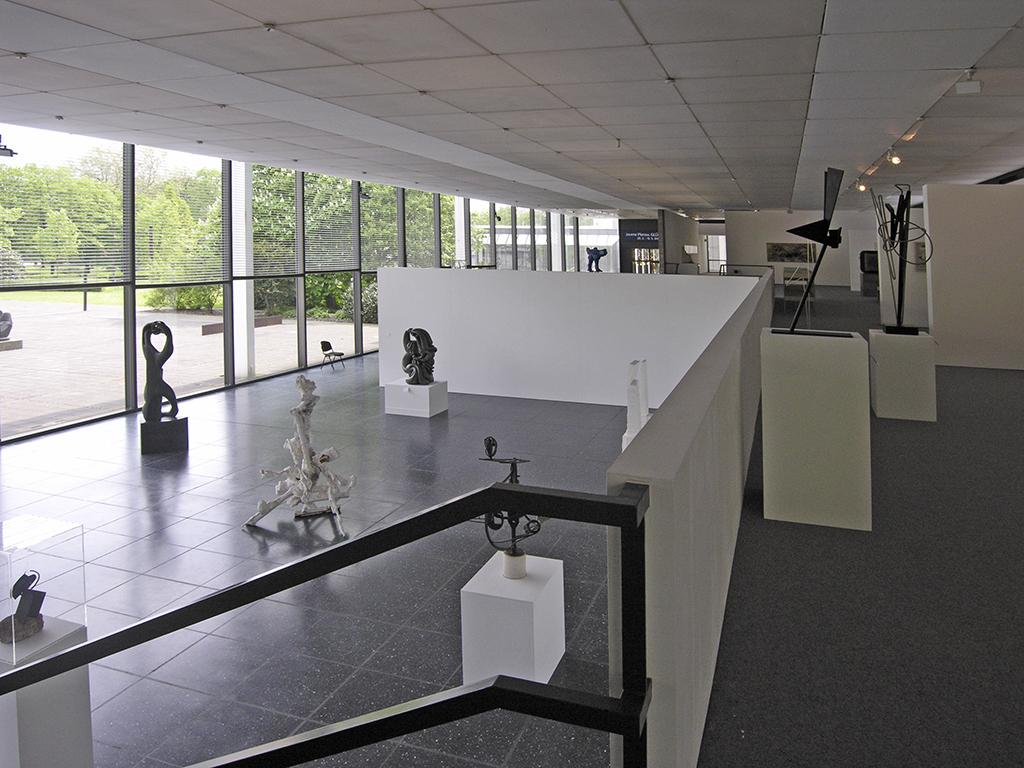
Musée Lehmbruck.

Le musée Lehmbruck (architecte Manfred Lehmbruck) est un musée de sculpture et l'un des bâtiments muséaux d'après-guerre les plus marquants et les plus influents d'Allemagne. Le cœur de la collection du musée est constitué par les œuvres du sculpteur Wilhelm Lehmbruck (1881-1919). On parlait le limbourgeois en centre-ville.

## Sports
Le Wedaustadion était le second plus grand stade en Allemagne lors de son inauguration en 1921.
De nombreux clubs sportifs existent à Duisbourg :
- le MSV Duisbourg, club de football professionnel qui évolue en Regionalliga Ouest (D4) ;
- le VfB Homberg, club de football semi-professionnel qui évolue en Regionalliga Ouest (D4) ;
- l'EV Duisbourg, club de hockey sur glace qui joue en championnat d'Allemagne de hockey sur glace ;
- le FCR 2001 Duisbourg, club de football féminin jouant dans le championnat d'Allemagne de football féminin.

En 2005, ont eu lieu à Duisbourg les Jeux mondiaux, réunissant quarante sports qui ne sont pas inscrits au programme des Jeux olympiques.

## Monuments
Duisbourg comporte de nombreuses églises, telle que l'église du Sauveur ou l'église Saint-Pierre de Duisbourg dont la flèche atteint 75 m de hauteur.

## Personnalités
- Gérard Mercator (1512-1594), géographe natif de Rupelmonde, s'établit à Duisbourg en 1552 à l'invitation du duc Guillaume de Clèves et y meurt en 1594. Il y développe sa célèbre projection de Mercator, utilisée pour sa carte du monde publiée en 1569.
- Marie Arning (1887-1957), femme politique du Parti social-démocrate.
- Gabriela Grillo (1952-2024), cavalière spécialiste du dressage, championne olympique par équipe en 1976, est née à Duisbourg.
- Armin Eichholz (1964-), champion olympique d'aviron en 1988.
- Nicole Uphoff (1967-), cavalière spécialiste du dressage, quadruple championne olympique.